# أوليفر كلارك
أوليفر كلارك (بالإنجليزية: Oliver Clark)‏ هو ممثل أمريكي، ولد في 4 يناير 1939 ببوفالو في الولايات المتحدة.

## وصلات خارجية
- أوليفر كلارك على موقع IMDb (الإنجليزية)
- أوليفر كلارك على موقع قاعدة بيانات برودواي على الإنترنت (الإنجليزية)
- أوليفر كلارك على موقع قاعدة بيانات الفيلم (الإنجليزية)